# Віктор Філіпс
Віктор Філіпс (1 вересня 1950) — індійський хокеїст на траві.
Бронзовий призер Олімпійських Ігор 1972 року.
Срібний призер Азійських ігор 1974, 1978 років.
Чемпіон світу 1975 року, срібний призер 1973 року.